# 白描 (软件)
白描是一款由陶新乐于2017年推出的多平台OCR与文件扫描工具。

## 历史与背景
最初，陶新乐仅为满足女友的读书笔记需求，开发了一款便捷的拍图识字工具，发布后因操作流程简洁、识别效果优异而迅速走红。此后，白描不断迭代，完善了扫描裁切、色彩滤除、长图智能分段等一系列图像预处理功能。

## 反响
白描被《互联网周刊》评为2019新奇特APP 108将第47名。据河北网络广播电视台2022年的报道，其下载量超过千万级别，曾获华为耀星计划“AI领域优质应用奖”及各大应用商店OCR工具类榜单前列。

## 特性
白描集成了华为HMS Core、百度OCR等平台的底层识别及翻译能力，支持竖排文字识别、表格转Excel、批量翻译、证件扫描与自动类型识别等功能。推出盲人模式，与系统TalkBack联动，可将识别结果通过语音提示呈现给视障用户。